# Euloxia meandraria
Euloxia meandraria là một loài bướm đêm trong họ Geometridae.